# Norbert Nicoll
Norbert Nicoll (* 1981 in Eupen, Belgien) ist ein belgischer Politik- und Wirtschaftswissenschaftler. Er befasst sich insbesondere mit der Wachstumskritik und wendet sich gegen den Neoliberalismus. Er ist Lehrbeauftragter an der Universität Duisburg-Essen und Gymnasiallehrer für Geschichte und Geographie an der Bischöflichen Schule Sankt Vith.

## Leben
Nicoll studierte Politikwissenschaften, Volkswirtschaftslehre sowie Wirtschafts- und Sozialgeschichte. Seine Magisterarbeit schrieb er über attac Deutschland. Er promovierte 2008 an der RWTH Aachen in Politikwissenschaften über die Arbeit und Wirkungsweise der Initiative Neue Soziale Marktwirtschaft. Er steht der globalisierungskritischen Nichtregierungsorganisation Attac nahe.

## Positionen
Nicoll thematisiert in seinen Veröffentlichungen die Medien-, Wirtschafts- und Außenpolitik. In seiner Dissertation und späteren Büchern setzte er sich mit dem Neoliberalismus auseinander.
In zwei Büchern 2011 und 2016 nimmt er eine wachstumskritische Haltung ein. Derzeit folge die Bevölkerung einer Kultur, die alle Probleme mit Expansion lösen wolle: „Wenn das Erdöl weniger wird, bohren wir tiefer. Wenn ein Wald gerodet ist, widmen wir uns dem nächsten. Wenn ein Feld nicht mehr genug Ertrag abwirft, tragen wir mehr chemischen Dünger auf. Wenn die Fischbestände zurückgehen, fahren wir weiter auf das Meer hinaus.“ Stattdessen plädiert er für eine Postwachstumsökonomie und fordert eine Suffizienzstrategie, um einen „Zivilisationsbruch“ zu vermeiden. Die Veränderung müsse aus der Mitte der Gesellschaft her kommen, es bestünde „kein Erkenntnis-, sondern ein Handlungsproblem“.

## Rezeption
Georg Auernheimer beschreibt in seiner Rezension von „Adieu Wachstum“, es erfülle alle Voraussetzungen um ein „Standardwerk beim Thema Grenzen des Wachstums“ zu werden.

## Bücher
- Attac Deutschland. Kritik, Stand und Perspektiven. 2005. Marburg: Tectum. ISBN 978-3-8288-8819-7.
- „Die ökonomische Rationalität in die Öffentlichkeit tragen“: Zur Arbeit und Wirkungsweise der Initiative Neue Soziale Marktwirtschaft. 2008. Marburg: Tectum. ISBN 978-3-8288-9820-2.
- Neoliberalismus: Hinter- und Abgründe einer politischen Zivilreligion. 2009. Münster: Monsenstein und Vannerdat. ISBN 978-3-86582-919-1.
- Hat die Zukunft eine Wirtschaft? Das Ende des Wachstums und die kommenden Krisen. 2011. Münster: Unrast. ISBN 978-3-8977-1512-7.
- Neoliberalismus: Ungleichheit als Programm. 2013. Münster: Unrast. ISBN 3897715341.
- Adieu, Wachstum! Das Ende einer Erfolgsgeschichte. 2016. Marburg: Tectum. ISBN 978-3-8288-3736-2.